# Kinh Hòa Bình
Kinh Hòa bình (còn gọi là Lời cầu nguyện của Thánh Phanxicô) là một bài kinh nguyện khá phổ biến trong cộng đồng Kitô giáo, đặc biệt là Công giáo. Lời văn của bài kinh này của Thánh Phanxicô thành Assisi sống vào thế kỷ 13, tuy nhiên trước đó, đã từng có ý kiến cho rằng, nó là lời cầu nguyện khuyết danh.

## Lịch sử
Năm 1912, tại Pháp, một tờ báo tên là La Clochette (Cái chuông Bé nhỏ) in một bài kinh với tựa đề là Belle prière à faire pendant la Messe và không đề tên tác giả. Vì tờ báo này do một hội đoàn có tên là La Ligue de la Sainte-Messe của linh mục Esther Bouquerel (1855-1923) nên dư luận khi ấy đã đồn đại ông là tác giả nhưng dấu tên.
Năm 1915, bản kinh này được gửi cho Giáo hoàng Biển Đức XV, sau đó, một bản tiếng Ý được in trên một tờ nhật báo chính thức của Vatican. Năm 1920, lời kinh được một linh mục dòng Phanxicô in vào mặt sau tấm hình của Thánh Phanxicô với tựa là Prière pour la paix (nghĩa là Kinh cầu cho hoà bình) nhưng cũng không đề cập đến tác giả. Giữa Đệ Nhất và Chiến tranh thế giới thứ hai, bản kinh này được lưu truyền rộng rãi khắp châu Âu.

## Bản tiếng Pháp năm 1912
Seigneur, faites de moi un instrument de votre paix. 
Là où il y a de la haine, que je mette l'amour. 
Là où il y a l'offense, que je mette le pardon. 
Là où il y a la discorde, que je mette l'union. 
Là où il y a l'erreur, que je mette la vérité. 
Là où il y a le doute, que je mette la foi. 
Là où il y a le désespoir, que je mette l'espérance. 
Là où il y a les ténèbres, que je mette votre lumière. 
Là où il y a la tristesse, que je mette la joie. 
Ô Maître, que je ne cherche pas tant à être consolé qu'à consoler, 
à être compris qu'à comprendre, 
à être aimé qu'à aimer, 
car c'est en donnant qu'on reçoit, 
c'est en s'oubliant qu'on trouve, c'est en pardonnant qu'on est pardonné, 
c'est en mourant qu'on ressuscite à l'éternelle vie.

## Bản dịch tiếng Việt phổ nhạc
Lạy Chúa từ nhân, 
Xin cho con biết mến yêu và phụng sự Chúa trong mọi người. 
Lạy Chúa, xin hãy dùng con như khí cụ bình an của Chúa 
Để con đem yêu thương vào nơi oán thù,
Đem thứ tha vào nơi lăng nhục 
Đem an hoà vào nơi tranh chấp, 
Đem chân lý vào chốn lỗi lầm. 
Để con đem tin kính vào nơi nghi nan, chiếu trông cậy vào nơi thất vọng, 
Để con rọi ánh sáng vào nơi tối tăm, đem niềm vui đến chốn u sầu. 
Lạy Chúa xin hãy dạy con:
Tìm an ủi người hơn được người ủi an, 
Tìm hiểu biết người hơn được người hiểu biết 
Tìm yêu mến người hơn được người mến yêu.
Vì chính khi hiến thân là khi được nhận lãnh, 
Chính lúc quên mình là lúc gặp lại bản thân, 
Vì chính khi thứ tha là khi được tha thứ, 
Chính lúc chết đi là khi vui sống muôn đời. 
Ôi Thần Linh thánh ái xin mở rộng lòng con, 
Xin thương ban xuống những ai lòng đầy thiện chí ơn an bình. 
Bản dịch tiếng Việt do Giám mục Philípphê Nguyễn Kim Điền dịch nghĩa, linh mục Kim Long phổ nhạc và bài kinh được biết nhiều thông qua bài hát này.